# Municipio de Allen (Illinois)
El municipio de Allen (en inglés: Allen Township) es un municipio ubicado en el condado de LaSalle en el estado estadounidense de Illinois. En el año 2010 tenía una población de 584 habitantes y una densidad poblacional de 6,22 personas por km².

## Geografía
El municipio de Allen se encuentra ubicado en las coordenadas 41°9′5″N 88°38′40″O / 41.15139, -88.64444. Según la Oficina del Censo de los Estados Unidos, el municipio tiene una superficie total de 93.82 km², de la cual 93,82 km² corresponden a tierra firme y (0 %) 0 km² es agua.

## Demografía
Según el censo de 2010, había 584 personas residiendo en el municipio de Allen. La densidad de población era de 6,22 hab./km². De los 584 habitantes, el municipio de Allen estaba compuesto por el 99,32 % blancos, el 0,17 % eran asiáticos, el 0,51 % eran de otras razas. Del total de la población el 3,08 % eran hispanos o latinos de cualquier raza.